# Стандартизована англійська мова
В англійськомовній країні стандартизована англійська мова (SE) — це різновид англійської мови, яка зазнала суттєвої стандартизації та пов'язана з формальним навчанням у школі, оцінюванням володіння мовою та офіційними друкованими публікаціями, такими як оголошення для громадськости та інформаційні газети тощо. Її граматичні та лексичні компоненти більше не позначені регіонально, хоча багато з них виникли в різних, несуміжних діалектах, і має дуже мало варіацій, які можна знайти в розмовних або попередніх письмових різновидах англійської мови. Згідно з Пітером Трудгіллом, стандартизована англійська мова — це соціальний діалект, який переважно використовується на письмі, який відрізняється від інших англійських діалектів переважно невеликою групою граматичних «ідіосинкразій», таких як неправильні зворотні займенники та «незвичайна» морфологія дієслів теперішнього часу.
Термін «стандартизована» стосується упорядкування граматики, правопису, використання мови. Усі лінгвістичні особливості підлягають впливу стандартизації, включаючи морфологію, фонологію, синтаксис, лексикон, реєстр, дискурсивні маркери, прагматику, а також письмові особливості, такі як орфографічні умови, пунктуація, використання великих літер і скорочення.
Існують суттєві відмінності між мовними різновидами, які країни англосфери визначають як «стандартну англійську»: в Англії та Уельсі термін стандартна англійська визначає британську англійську мову, акцент вимови, а також граматику та словниковий запас стандартної англійської мови Великобританії (UKSE); у Шотландії різновид — шотландська англійська ; у Сполучених Штатах загальноамериканський різновид є розмовним стандартом; а в Австралії стандартною англійською є General Australian. Завдяки феномену, який соціолінгвісти називають «виробленням функції», специфічні мовні особливості, приписані стандартизованому діалекту, стають пов'язаними з нелінгвістичними соціальними маркерами престижу (наприклад, багатство чи освіта). Іншими словами, сам стандартизований діалект не є лінгвістично вищим за інші діалекти англійської мови, які використовуються англомовним суспільством.

## Дефініція
Хоча стандартизована англійська мова зазвичай асоціюється з офіційним спілкуванням і налаштуваннями, вона різноманітна в реєстрах (стилістичних рівнях), наприклад, для журналістики (друк, телебачення, Інтернет) і для наукових публікацій (монографії, наукові статті, Інтернет). Ця різноманітність у реєстрах також існує між розмовною та письмовою формами SE, які характеризуються ступенем офіційності; отже, стандартна англійська відрізняється від офіційної англійської, оскільки вона має стилістичні варіації, починаючи від повсякденного до офіційного. Крім того, коди використання нестандартних діалектів (народної мови) менш стабільні, ніж кодифікації стандартної англійської мови, і, отже, легше сприймають та інтегрують нову лексику та граматичні форми. Функціонально національні різновиди СЕ характеризуються загальноприйнятими правилами, часто граматиками, встановленими лінгвістичними приписами у XVIII столітті.
Англійська мова виникла в Англії під час англосаксонського періоду, і зараз вона є першою або другою мовою в багатьох країнах світу, багато з яких розробили один або кілька «національних стандартів» (хоча це не стосується опублікованих стандартів), але до частоти постійного використання). Англійська мова є першою мовою більшості населення в ряді країн, включаючи Велику Британію, Сполучені Штати, Канаду, Ірландську Республіку, Австралію, Нову Зеландію, Ямайку, Тринідад і Тобаго, Багами та Барбадос, і є офіційна мова в багатьох інших країнах, включаючи Індію, Пакистан, Філіппіни, Південну Африку та Нігерію; кожна країна має стандартну англійську мову з граматикою, ортографією та вимовою, характерними для місцевої культури.
У результаті колонізації та історичних міграцій англомовного населення, а також переважного використання англійської мови як міжнародної мови торгівлі та комерції (lingua franca), англійська також стала найпоширенішою другою мовою. Країни, в яких англійська мова не є ані місцевою, ані широко розповсюдженою як додаткова, можуть імпортувати різноманіття англійської мови через навчальні матеріали (як правило, британську англійську або американську англійську) і вважати її «стандартною» для цілей навчання та оцінювання. Як правило, британську англійську викладають як стандарт у Європі, Карибському басейні, країнах Африки на південь від Сахари та Південній Азії, а американську англійську викладають як стандарт у Латинській Америці та Східній Азії. Однак це різниться залежно від регіону та окремих учителів. У деяких регіонах піджин або креольська мова поєднує англійську з однією чи кількома рідними мовами.

## Граматика
Хоча стандартна англійська мова англомовних країн схожа, між різновидами є незначні граматичні відмінності та розбіжності в лексиці. В американській та австралійській англійській мові, наприклад, «sunk» і «shrunk» як форми минулого часу «sink» і «shrink» прийнятні як стандартні форми, тоді як стандартна британська англійська зберігає форми минулого часу «sank» і «shrink». В африканерській південноафриканській англійській мові видалення дієслівних доповнень стає поширеним явищем. Це явище полягає в тому, що об'єкти перехідних дієслів пропускаються: «Did you get?», «You can put in the box». Така конструкція нечаста в більшості інших стандартизованих різновидів англійської мови.

## Правопис
За рідкісними винятками, стандартизована англійська мова використовує або американську, або британську системи правопису, або суміш обох (наприклад, в австралійській англійській, канадській та індійській ортографії). У країнах Співдружності зазвичай домінує британський варіант написання.